# Canales de la Sierra
Canales de la Sierra es un municipio y localidad española de la comunidad autónoma de La Rioja. El término municipal, ubicado en la comarca de las 7 Villas, tiene una población de 82 habitantes (INE 2024).

## Geografía
Se encuentra a 84 km de Logroño, en el suroeste de la provincia, en la cabecera del Valle del Najerilla, a 1057 m sobre el nivel del mar. Su superficie es de 54 km². El pueblo está situado al pie de la sierra de la Demanda, que tiene grandes bosques de hayedos, pinares y robledales. Posee una fauna variada, en la que destacan lobos, ciervos o nutrias, y abundantes rapaces.
En Canales nace el río que lleva su nombre, el cual se junta en Villavelayo con el río Neila formando el Najerilla. El río Najerilla, que recoge en su cauce multitud de otros arroyos y correntías, forma el valle que lleva su nombre. Hay muchos arroyos y nacederos que se pueden encontrar diseminados por laderas y valles laterales.

## Historia
Hasta la reforma de la nomenclatura municipal de 1916 el municipio se llamaba simplemente Canales. En dicha fecha su nombre fue modificado por el de Canales de la Sierra.

## Demografía
Cuenta con una población de 82 habitantes (INE 2024).
| Gráfica de evolución demográfica de Canales de la Sierra entre 1842 y 2021 |
| |
| Población de derecho según los censos de población del INE Población de hecho según los censos de población del INEEn estos censos se denominaba Canales: 1842, 1857, 1860, 1877, 1887, 1897, 1900 y 1910 |

Desde el siglo XVI hasta mediados del siglo XIX, Canales fue una localidad muy próspera y demográficamente creciente debido al auge de su industria textil (aunque no tanto como las localidades del Alto Cidacos y el Camero Nuevo). Esta llegó a tener 6 fábricas. Pero esto cambió a mediados del siglo XIX, cuando la competencia de las modernizadas industrias textiles de Cataluña acabó con la industria textil local, excesivamente manual y muy poco mecanizada (esta última con un retraso considerable en la adopción de energías alternativas a la hidráulica), y además muy lejos de las principales vías ferroviarias. Por ello desde 1870 se fueron cerrando progresivamente dichas fábricas, quedando en 1871 tan solo una, y con ellas fue emigrando la población hacia nuevos centros industriales.
Pero a diferencia de otros municipios Canales poseía una gran cabaña ganadera de ovino, por lo que su población no dependía tanto de la industria textil como en Munilla, Enciso o Ezcaray. Los habitantes de Canales poseían grandes rebaños de ovino que generaban gran riqueza al municipio, aunque su momento de mayor esplendor fue el siglo XVI y XVII estos rebaños fueron altamente rentables hasta finales del XIX con la venta de lana a las grandes empresas textiles. Durante el siglo XX la ganadería fue perdiendo importancia y con ella la población fue emigrando en busca de mejores oportunidades, sobre todo a América (Argentina, Cuba o Chile eran los más habituales) dónde emigraron hasta 300 canaliegos en las primeras décadas del siglo XX.
Y finalmente el éxodo rural de los años 60 y 70 acabó de dar la puntilla a esta localidad, que venía perdiendo población desde principios de siglo. Desde entonces ha conseguido mantener su población cerca de los 100 habitantes gracias a la ganadería y el turismo.
Aunque también es un lugar de veraneo, y por ello su población se incrementa bastante en el periodo estival.

## Administración
| Periodo   | Nombre                            | Partido                  |
| --------- | --------------------------------- | ------------------------ |
| 1979-1983 | José Luis Vicario Benito de Valle | Agrupación Independiente |
| 1983-1987 | V. García Sanz                    | PSOE                     |
| 1987-1991 | Ángel García Ibáñez               | AP                       |
| 1991-1995 | Manuel Vicente Vicario            | PSOE                     |
| 1995-1999 | José Luis Vicario Benito de Valle | PSOE                     |
| 1999-2003 | José Luis Vicario Benito de Valle | PSOE                     |
| 2003-2007 | José Luis Vicario Benito de Valle | PSOE                     |
| 2007-2011 | José Luis Vicario Benito de Valle | PSOE                     |
| 2011-2015 | José Luis Vicario Benito de Valle | PSOE                     |
| 2015-2019 | José Luis Vicario Benito de Valle | PSOE                     |
| 2019-2023 | José Luis Vicario Benito de Valle | PSOE                     |
| 2023-act. | José Luis Vicario Benito de Valle | PSOE                     |

## Patrimonio

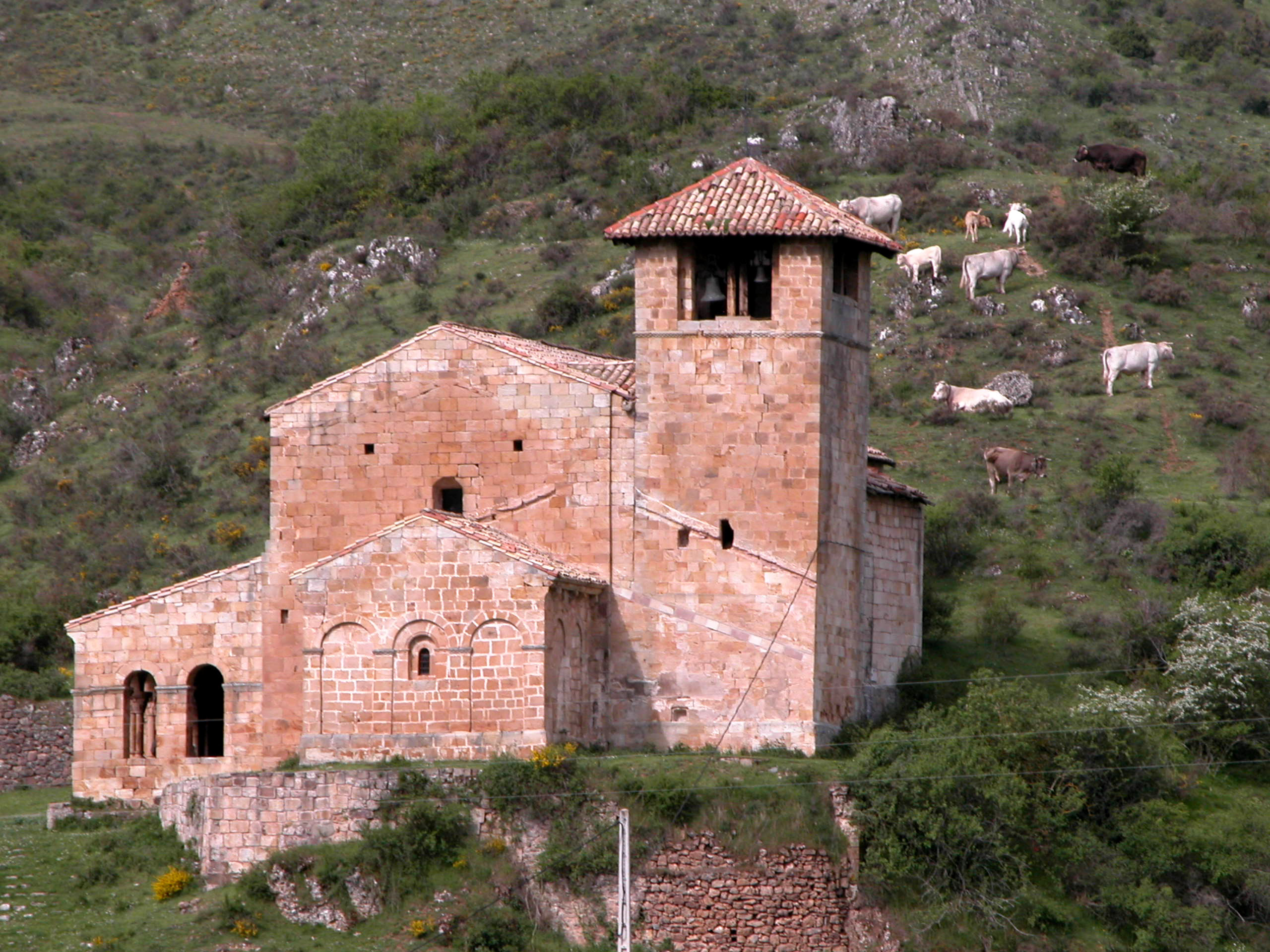
Ermita de San Cristóbal

Canales de la Sierra es un pueblo con casas blasonadas. Tiene dos iglesias dentro del pueblo: Santa María y San Cristóbal, además de la ermita de San Antonio. Fuera del pueblo hay otras dos ermitas: San Juan de Mata y La Soledad.
Como curiosidad, San Juan de Mata se encuentra junto a un yacimiento de curiosas maclas cristalizadas en forma de cruz (conocidas como espántagos), que en otras épocas fueron consideradas milagrosas o curativas.
La iglesia de San Cristóbal es una muestra magnífica del románico asimilado al Camino de Santiago. Fue declarada Bien de Interés Cultural en la categoría de Monumento el 22 de febrero de 1980.
El pueblo tiene incoado expediente como Bien de Interés Cultural en la categoría de Conjunto Histórico desde el 20 de octubre de 1986.

## Tradiciones

### San Juan
La fiesta de San Juan tiene dos facetas: la noche de las enramadas y la propia fiesta de San Juan. Al anochecer del día 23 de junio, los jóvenes se van reuniendo en grupos y cortan flores, especialmente rosas, y van preparando ramos. A media noche los enamorados colocan los ramos (se denominan enramadas) en el balcón o ventana donde duerme su amor. El día 24 por la mañana se preparan las caballerías y el chico lleva a la chica de la enramada a caballo a la ermita de San Juan, donde se asistirá al servicio religioso y posteriormente se comerá y bailará en la era, hasta media tarde. Después se regresará al pueblo a celebrar la corrida de gallos. En la calle Mayor, entre dos balcones se tiende una soga, y de ésta se colgarán hasta cuatro gallos, de forma consecutiva, para estrangularlos y quitarles la cabeza. Al venir los jóvenes de la romería se preparan y, montando sus caballos a galope, recorren el trayecto usual y realizan la faena, mientras todo el pueblo los vitorea. Una vez finalizada su actuación, los jóvenes, montando sus caballos, se dirigen hacia el ayuntamiento para presentar sus respetos a la autoridad, la cual les da el visto bueno para poder preparar la merienda con los gallos que han conseguido.

### Santiago, Santa Ana y Santa Anita
Los mozos se organizan esos días bajo la autoridad de los alcaldes o alcaldesas de mozos. Durante esos días se celebran los cantares ( cánticos a los recién casados ), las Dianas y la Cena de Mozos.  Las estrofas de los cantos hacen referencia a los recién casados y a sus familiares, durante ellos se relatan anécdotas de los novios y se habla sobre su carácter, sus costumbres, etc. Los recién casados se asoman a un balcón de la casa durante este acto. Al terminar se les entrega una copia de las estrofas, deseándoles un largo y feliz matrimonio. Las Dianas se celebran por la mañana del último día de fiestas. Empiezan a las nueve de la mañana y acaban a la una del mediodía, por esa razón la mayoría de jóvenes la celebra empalmando. Consisten en despertar al pueblo con música mientras los jóvenes están obligados a asistir y a bailar mientras dure la música, si no, serán castigados por el alcalde de mozos. Si no asiste algún mozo, será despertado y obligado a salir de la casa. Durante las Dianas recaudan dinero entre el pueblo para poder celebrar la Cena de Mozos. A la Cena de mozos asiste todo el que haya asistido a las Dianas siempre y cuando sea mayor de edad, se realiza en la plaza del pueblo. Después de la cena, los mozos y todo el pueblo asisten al ayuntamiento a cantar el himno de Canales y a despedir las fiestas hasta al año siguiente.

### Virgen de la Soledad
En Canales hay un gran fervor a la Virgen de la Soledad, patrona del pueblo. Todavía existen los Esclavos de la Virgen, una cofradía religiosa integrada por personas de Canales y de los pueblos de alrededor. Antes se celebraba la romería en el mes de septiembre, ahora es el último sábado de agosto. El jueves, voluntarios del pueblo hacen la romería hacia la ermita mientras suben a la virgen, para que no baje hasta el verano siguiente. El viernes por la tarde salen los esclavos de la iglesia acompañados por gente del pueblo, recorriendo parte del camino juntos. Al llegar al descanso se reza y se canta la Salve y los esclavos se dirigen hacia la ermita donde hacen vigilia toda la noche y el día siguiente se celebra la romería en la ermita de la Soledad, a la cual asisten todos los habitantes de Canales y de pueblos cercanos como Monterrubio de la Demanda. La virgen permanece en el pueblo durante el verano, donde los canaliegos la contemplan y rezan cantándole la víspera de su retorno a la ermita el Salve mater.